# Elvis Fatović
Pour les articles homonymes, voir Fatović.
Elvis Fatović, né le 8 mai 1971 à Dubrovnik, est un joueur et entraîneur croate de water-polo.

## Carrière
Elvis Fatović dispute avec l'équipe de Croatie masculine de water-polo les Jeux olympiques d'été de 2000 (7e place), le Championnat d'Europe 2003 (finaliste), les Championnats du monde 2004 (9e place) et les Jeux olympiques d'été de 2004 (10e place).
Il évolue en club au VK Jug jusqu'en 1992, rejoignant le HAVK Mladost où il remporte le doublé Coupe-Championnat en 1993. Il retourne ensuite au VK Jug, remportant 5 Championnats de Croatie et 6 Coupes de Croatie, 2 Euroligues et une LEN Cup.
Il arrête sa carrière de joueur en 2007 et devient l'entraîneur du VK Jug jusqu'en 2011. En janvier 2013, il est nommé sélectionneur de l'équipe d'Australie masculine de water-polo.